# Franz Josef Sulzer
Franz Josef Sulzer (Laufenburg, 1727. május 20. – Pitești, 1791. augusztus) osztrák katona, publicista, író, történész és zenetudós.
A jogi tanulmányai után, 1759-ben nevezték ki könyvvizsgálónak a Lattermann gyalogos ezredben, amely Erdélyben állomásozott. Ebben az ezredben szolgált századosi rangban leszereléséig, 1773-ig. Katonaévei alatt elvette feleségül Johannát, egy brassói szenátor, Joseph von Drauth lányát, akitől két lánya és egy fia született.
1774 őszén Havasalföldre költözött Alexandru Ipsilanti fejedelem meghívására. Az volt a feladata, hogy jogi és filozófiai előadásokat tartson, valamint részt vegyen a törvénykönyv összeállításában. Azonban 1776-ban megromlott a viszonya munkaadójával egy kudarcba fulladt titkos moldovai diplomáciai küldetés miatt.
Fő műve három kötetben jelent meg 1781-ben Bécsben, eredeti címe: Geschichte des transalpinischen Daciens, das ist der Walachey, Moldau und Bessarabiens. Im Zusammenhange mit der Geschichte des übrigen Daciens als ein Versuch einer allgemeinen dacischen Geschichte mit kritischer Freyheit entworfen, azaz: A Transzalpin Dacia, azaz Havasalföld, Moldova és Besszarábia történelme. Összefüggésben Dacia többi részével, kritikai szabadsággal megírva a dák általános történelmet. A mű értékes néprajzi információkat, valamint a 18. század második felének román folklórját és zenéjét is tartalmazza. Ebben a munkájában leírja a román nép Dunától délre való kialakulásának elméletét is.
1781-től újból az Erdélyben állomásozó osztrák hadsereg kötelékében volt.
1791-ben hunyt el tifuszban Pitești-en, miközben az ezredével kivonultak onnan.

## Művei
- Geschichte des transalpinischen Daciens, das ist der Walachey, Moldau und Bessarabiens. Im Zusammenhange mit der Geschichte des übrigen Daciens als ein Versuch einer allgemeinen dacischen Geschichte mit kritischer Freyheit entworfen, 3 Bde., Wien 1781–1782 (in Bd. 2, S. 151–269: Grammatikalische Abhandlung von der walachischen Sprache)
- Altes und neues oder dessen litteralische Reise durch Siebenbürgen, den Temeswarer Banat, Ungarn, Oesterreich, Bayern, Schwaben, Schweiz und Elsaß etc. in drey Sendschreiben an Herrn Prediger Theodor Lange, zu Kronstadt in Siebenbürgen, ohne Ort 1782